# Bulbophyllum bomiense
Bulbophyllum bomiense är en orkidéart som beskrevs av Zhan Huo Tsi. Bulbophyllum bomiense ingår i släktet Bulbophyllum och familjen orkidéer. Inga underarter finns listade i Catalogue of Life.